# Cornudella de Montsant
Cornudella de Montsant és una vila i municipi de la comarca del Priorat. És el d'extensió més gran de tota la comarca, tot i que no el més poblat.
És un terme bastant gran, sobretot perquè en diferents moments històrics s'hi van agregar els antics termes municipals independents d'Arbolí (1857), d'Albarca (mig segle xix) i de Siurana / Siurana de Prades (1940).
Està situat a la zona nord-est de la comarca. Just al nord limita amb la Conca de Barberà: el terme de Vilanova de Prades. Per llevant, amb el Baix Camp: Prades, la Febró i Arbolí, de nord a sud. Pel costat de ponent i sud limita amb altres termes del Priorat: Ulldemolins, la Morera de Montsant i Porrera. Aquest darrer n'és el límit meridional.
| Entitat de població    | Habitants (2024) |
| Cornudella de Montsant | 997              |
| Siurana                | 32               |
| Albarca                | 4                |
| Font: Idescat          |                  |

El terme de Cornudella de Montsant és, en la major part de la seva extensió, una vall envoltada de muntanyes. El forma bàsicament la vall del barranc de la Salanca, a la qual es van unint tot d'altres barrancs (de la Moleta, de Carboneres, de Sant Joan) que conformen la capçalera nord del Pantà de Siurana. En aquest pantà es troben amb el riu Siurana, que baixa de l'antic terme de Siurana de Prades. Esdevinguts ja riu Siurana, continuen afluint barrancs (de les Comes, de les Obagues…), fins que a l'únic indret pla del terme –el fons de la vall del Riu Siurana, a les Ventes- rep el riu d'Arbolí, que ve d'aquell poble del Baix Camp. A l'extrem sud del terme, tancant la vall, es troba la Serra del Moll i els seus contraforts. Aquesta serra és d'entre 645 metres a l'extrem sud-oest i els 915, al sud-est, a lo Molló.

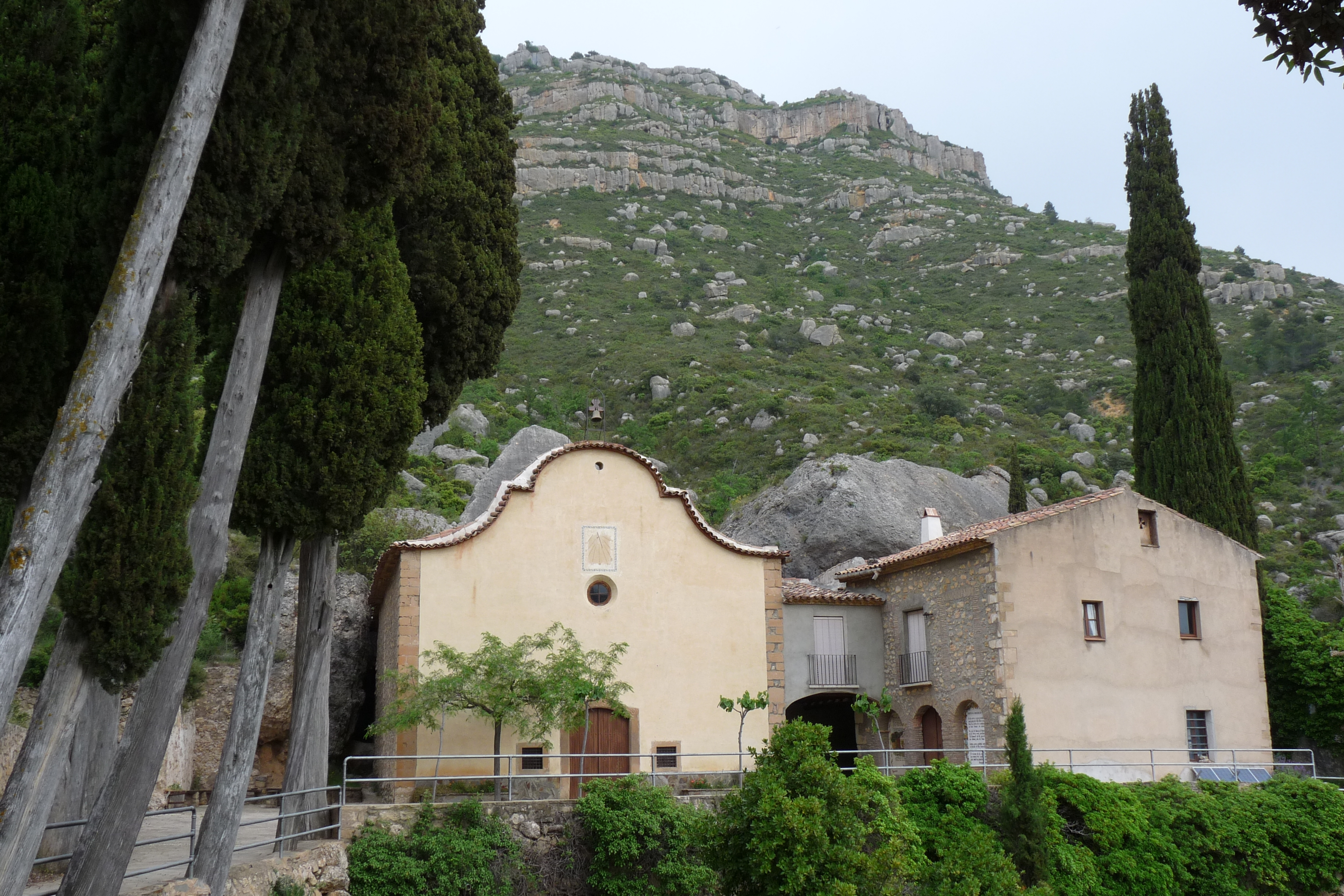
Sant Joan del Codolar, a la falda del Monsant

El límit occidental de la vall, que baixa de nord-est a sud-oest, el forma la mateixa Serra del Montsant, als Cingles de Sant Joan, entre la Roca Corbatera, de 1163 metres d'altitud, i el Grau de Montsant, a uns 1025. Des d'allí baixa cap al sud i sud-oest de dret i de forma bastant arbitrària, de vegades cercant carenes naturals, de vegades no. Travessa la vall del Siurana i s'enfila cap al Coll de les Marrades, que és a 539 metres d'altitud. D'aquí segueix la ja esmentada Serra del Moll, formant tot el límit sud, fins que a lo Molló torça cap al nord i, ara sí, seguint dues carenes, travessa la vall del riu d'Arbolí i va a buscar l'antic terme de Siurana de Prades, just al damunt del Pantà de Siurana.
El punt més alt del terme és la Roca Corbatera, de 1163 metres d'altitud, i el més baix, el riu Siurana a lo Mas de Sant Marcell, a 375.
El poble de Cornudella de Montsant és a la intersecció dels barrancs de Sant Joan i de les Obagues, a redós dels Cingles de Sant Joan, a 540 metres d'altitud. Constitueix l'única agrupació d'habitants destacable –a part dels pobles d'Albarca i Siurana–, tot i que el terme conté nombrosos masos, molts d'ells actualment deshabitats.
Un dels llocs dignes de visita de l'entorn de Cornudella de Montsant és la zona de les ermites de Sant Joan Petit i, sobretot, Sant Joan del Codolar. Enmig del camí d'accés a la part alta de la Serra del Montsant, aquestes ermites són en una zona de gran bellesa, entremig de còdols -d'aquí el nom de l'ermita- despresos dels Cingles de Sant Joan, en el vessant sud-oest de la Roca Corbatera.
- El poble d'Albarca
- La vila de Cornudella de Montsant
- El poble de Siurana de Prades

## Història
En la prehistòria, la zona ja estava ocupada amb presència humana, sobretot motivat per la riquesa de la fauna i dels minerals. Així, s'han trobat jaciments de sílex de superfície a la pedrera del Carter, als Colls Alts, vora el Mas de l'Argany, i als Segalars, .... Prop del Mas de la Bella s'ha descobert un sepulcre neolític de fossa amb eines i altres objectes.
El 1909 fou descobert a la Trona un taller de sílex amb destrals de pedra polida de l'època neolítica. Al Mas del Candi s'ha trobat una punta de fletxa de bronze i a la cova del Portalloret fragments de vasos campaniformes i materials del bronze mitjà, a més de destrals de pedra al comellar de les Esplugues.
En l'època del domini musulmà, formava part del Valiat de Siurana, també anomenat com l'Emirat de Xibrana, que tenia la seva seu i fortalesa principal a Siurana (Priorat).
Apareix citat el poble ja en 1190 amb el nom de Cornutella. Al començament del XIII hi és detectada l'activitat de càtars, un dels quals fou condemnat encara el 1262.
Cornudella, que degué integrar-se a la Baronia d'Entença, formà part, des de la seva creació el 1324, del comtat de Prades i com a tal fou representada al Consell de la Terra del comtat de Prades. La vila fou donada, junt amb altres béns, en esponsalici pels comtes Ramon Berenguer a la seva muller Blanca i per Pere a Joana. A l'edat mitjana, el poble estava emmurallat, atès que al 1408, el Rei d'Aragó Martí I prorrogà per 5 anys els impostos municipals, amb la finalitat de poder continuar les obres de la construcció de les muralles. El 1462 la Generalitat escriví al poble una carta demanant que cada deu famílies mantinguessin i armessin un home de guerra per a combatre en la Guerra Civil contra el Rei Joan II.
L'any 1650 va ser saquejada per tropes franceses que, a més, van destruir l'arxiu parroquial i van profanar l'església.
Durant la guerra contra Napoleon, al juny del 1808 en rebre la notícia de la batalla del Bruc, s'organitzà un sometent al qual s'allistaren 200 homes, que entrà tot seguit en campanya i participà, entre altres accions, en la conquesta de Falset del 1809. Al 1811 el poble fou ocupat pels francesos al mes de juny, i al llarg de l'any hi efectuaren altres entrades. El mateix 1811 el seu sometent participà a la batalla del Coll de la Teixeta, on els francesos foren derrotats, i el poble acollí part dels sobrevivents de la batalla del Pont de Goi, en la qual el resultat fou favorable a les tropes napoleòniques.Al febrer del 1812 hi entraren de nou els francesos, que en foren foragitats per l'exèrcit i el sometent. El fet provocà l'afusellament de diverses persones acusades d'afrancesades. El 1812 el poble fou saquejat i els dos exèrcits en pugna hi exigiren aliments.
El segle xix va ser d'esplendor econòmic per a la població; esplendor que va finalitzar amb la plaga de fil·loxera que va afectar els seus camps.
Al segle xix Pascual Madoz es refereix a Cornudella de Montsant en el seu Diccionario geográfico... del 1845. S'hi refereix dient que el poble és en una fondalada, combatut pels vents de ponent; el clima és sa, i les malalties més comunes són els refredats. Segons Madoz, en aquell moment tenia 110 cases, distribuïdes en cinc carrers i una plaça. L'església parroquial és dedicada a la Nativitat de Nostra Senyora, amb una única particularitat: una pintura de Maria Santíssima, sota l'advocació de la Misericòrdia. Té dues escoles, una, de nois, amb 32 alumnes, i l'altra, de noies, amb 12. Sempre segons Madoz, el terme és de qualitat mitjana, quasi tot muntanyós, fertilitzat per dues rieres bastant cabaloses. La producció del terme és de blat, ametlles, figues i vi. Hi havia una mica de bestiar, caça i pesca. La indústria es redueix a una fassina d'aiguardent. La població és de 123 veïns (caps de casa) i 600 ànimes (habitants).
Les diverses guerres civils absoltuistes i carlistes del segle xix afectaren Cornudella. El 1821 s'hi alçà l'absolutista Vinyes contra el govern liberal. A la guerra dels Malcontents, la revolta fou iniciada pel veí del poble Joan Rebull; al setembre del 1827 el coronel J. Laguàrdia hi formà un batalló que, al crit de “Religió, Rei absolut, Inquisició i guerra als Sectaris”, feu incursions per tota la comarca. Durant la primera guerra Carlina hi actuà Tristany, i el 1836 hi funcionà un batalló de nacionals. Més edanvant, a mes d'octubre del 1869 es van retre, a Cornudella, sense combat al general Baldrich, els milicians de Reus i de Valls que havien proclamat la república federal. A la darrera carlinada, Cornudella formà un cos de voluntaris liberals.
Durant la guerra civil de 1936-39 s'hi instal·là un comandament militar a la zona de Siurana. El Mas del Candi fou residència dels Patacons, un dels maquis en la lluita antifranquista de postguerra més coneguts de la zona.
En els anys 1960 i 1970 es va produir una forta onada de població emigrant de les diferents regions d'Espanya com andalusos, extremenys, castellans, madrilenys, valencians ... això va afavorir a la demografia de la zona i l'economia. En aquests anys es va començar a construir una gran presa per a la zona del Montsant, el pantà de Siurana.
El municipi actual agrupa tres antics municipis: el propi de Cornudella, el d'Albarca, incorporat en 1857, i el de Siurana (Priorat), agregat el 1940.

### L'Ajuntament

#### Alcaldes i alcaldesses
D'ençà les primeres eleccions democràtiques (1979), després de la Constitució espanyola de 1978, Cornudella de Montsant ha tingut els alcaldes següents:
- Àlvar Busquets i Estivill (1979 - 1995) ERC, EN, FIC.
- Miquel Gomis i Pàmies (1995 - 2003) CiU
- Josep Maria Castan i Estivill (2003 - 2015) ERC
- Salvador Salvadó i Porqueras (2015 - 2023) ERC
- Meritxell Cardona i López (2023 - actualitat) - ha estat la primera dona alcaldessa de la historia a Cornudella de Montsant

#### Eleccions municipals 2023 (Legislatura municipal 2023-2027
Independents per Cornudella (JUNTS per Catalunya): 302 vots, un 50,33%, 4 regidors . Cap de llista: Meritxell Cardona i Lòpez
Acord Municipal (Esquerra republicana) 245 vots, un 40,83 %, 3 regidors. Cap de llista: Angel Cortadelles Bacaria
Independents de Cornudella (Independents de Catalunya) 36 vots, 6%, Cap regidor

### Tradicions
Els Brivalls de Cornudella va ser una colla castellera de Cornudella de Montsant que actuà entre els anys 1976 i 1985. És l'única colla que hi ha hagut a la comarca del Priorat, on anteriorment no hi havia precedents ni tradició. D'altra banda, el 4 de novembre del 1979 la plaça de la Vila de Cornudella de Montsant fou l'indret on la Colla Jove Xiquets de Tarragona actuà per primera vegada.
Actualment la colla castellera Brivalls de Cornudella han ressorgit apadrinats per la Colla Jove dels Xiquets de Tarragona.
L'any 2012, s'ha tornat a refundar la colla castellera, amb nombroses actuacions en diverses localitats de Catalunya.

## Comunicacions
Travessa el terme la carretera C-242 (C-12, a Torrebesses/Llardecans-N-420, a les Borges del Camp). D'Albarca surt cap al nord-est la T-701 (Albarca-Prades), de Cornudella de Montsant surt cap al nord-est la TV-7021 (La Morera de Montsant- Cornudella de Montsant), i del sud del terme surten en poc tros dues carreteres: la T-702 cap al nord-oest (C-242, a Cornudella de Montsant-la Palma d'Ebre), i la TP-7402 (Porrera-C-242, a Cornudella de Montsant). Siurana queda unida al seu cap de municipi per una carretera local asfaltada, i amb Prades per un camí rural.
Discorre pel terme el GR-174, el Sender del Priorat, en el seu tram entre Poboleda, Cornudella de Montsant i Albarca. Entre els dos darrers, presenta dues variants: una de directa, per sota del Montsant, i una altra que puja al cim de la serra i baixa a Albarca passant per la Mare de Déu del Monsant. D'Albarca surt cap al nord-est, enllaçant amb el GR-171.
Així, per la zona d'Albarca passa també el GR-171 (Santuari de Pinós-Refugi del Caro), en el seu tram entre Ulldemolins i Prades, que presenta una variant just a l'extrem nord del terme.

## Llocs d'interès
- Celler cooperatiu de Cornudella, de l'arquitecte Cèsar Martinell, arquitectura modernista
- Plaça de la vila de Cornudella
- Entorn del Castell de Siurana i llogaret de Siurana, església romànica de Santa Maria de Siurana, Salt de la Reina Mora
- Entorn de l'embassament del riu Siurana
- Zona d'escala a l'entorn de Siurana (de prestigi internacional)
- Petita vila d'Albarca
- Parc natural de la Serra del Montsant
- Diversos cellers locals, de producció i venda de vins de la D.O. Montsant
- Ermita de Sant Joan del Codolar
- Ermiteta de Sant Joan Petit, al costat del Camí dels Cartoixans
- Casa de la Vila de Cornudella de Montsant
- Església parroquial, dedicada a Santa Maria
- Capella-oratori del carrer del Pilar
- Biblioteca-Museu a l'edifici del Casal Jaume I (abans seu de la Fundació Roger de Belfort)
- Arxiu del pintor Morató Aragonès, al Casal Jaume I
- Llista d'edificis singulars de Cornudella.
- Museu Peris Aragonès.[2]
- El Mas de les Moreres i la Surera del Mas de les Moreres
- Mina prehistòrica de La Turquesa (al Camí del Mas de les Moreres)

## Demografia
| 1497 f | 1515 f | 1553 f | 1717 | 1787  | 1857  | 1877  | 1887  | 1900  | 1910  |
| ------ | ------ | ------ | ---- | ----- | ----- | ----- | ----- | ----- | ----- |
| 99     | 120    | 162    | 642  | 2.388 | 2.777 | 2.767 | 2.821 | 2.519 | 2.156 |

| 1920  | 1930  | 1940  | 1950  | 1960  | 1970  | 1981 | 1990 | 1992 | 1994 |
| ----- | ----- | ----- | ----- | ----- | ----- | ---- | ---- | ---- | ---- |
| 1.805 | 1.662 | 1.507 | 1.331 | 1.202 | 1.178 | 980  | 921  | 856  | 856  |

| 1996 | 1998 | 2000 | 2002 | 2004 | 2006 | 2008  | 2010  | 2012  | 2014 |
| ---- | ---- | ---- | ---- | ---- | ---- | ----- | ----- | ----- | ---- |
| 881  | 865  | 840  | 873  | 912  | 979  | 1.006 | 1.028 | 1.025 | 954  |

| 2016 | 2018 | 2020 | 2022 | 2024  | 2026 | 2028 | 2030 | 2032 | 2034 |
| ---- | ---- | ---- | ---- | ----- | ---- | ---- | ---- | ---- | ---- |
| 966  | 964  | 944  | 978  | 1.023 | -    | -    | -    | -    | -    |

## Economia
L'agricultura tradicional és de secà, hi predomina el cultiu de la vinya, fruits secs, cereals i l'olivera.
Actualment a la població hi ha 6 cellers embotelladors de vins de la D.O. Montsant, alguns dedicats a l'exportació a diversos països.
Hi ha molta importància del sector de serveis, relacionats amb el turisme (cases rurals, restaurants, esports d'aventura de diversos tipus, destacant les activitats relacionades amb l'escalada a la zona de Siurana)